# Isotopes du krypton
Le krypton (Kr, numéro atomique 36) possède 33 isotopes connus, de nombre de masse variant de 69 à 101 et trois isomères nucléaires. Le krypton naturel est constitué de cinq isotopes stables, 80Kr, 82Kr, 83Kr, 84Kr et 86Kr ainsi que d'un isotope quasi stable, 78Kr, qui a une demi-vie de 9,2 × 1021 ans. On attribue au krypton une masse atomique standard de 83,798(2) u.
Outre ces isotopes, le krypton possède 27 radioisotopes ayant une demi-vie inférieure au million d'années. 81Kr est le radioisotope à la demi-vie la plus longue (229 000 années), suivi de 85Kr (10,7 ans), de 79Kr (35 h) et 76Kr (14,8 h). Tous les autres isotopes ont une demi-vie inférieure à 5 heures, et la plupart d'entre eux inférieure à une minute. Les isotopes les plus légers se désintègrent en isotopes du brome, parfois en isotopes du sélénium, les plus lourds en isotopes du rubidium.

## Isotopes notables

### Krypton naturel
Le krypton naturel est constitué des cinq isotopes stables, 80Kr, 82Kr, 83Kr, 84Kr (majoritaire) et 86Kr, et du radioisotope quasi-stable 78Kr (très minoritaire). On soupçonne encore 86Kr d'être légèrement radioactif, selon une double radioactivité β (avec une demi-vie supérieures à des milliards de fois l'âge de l'univers). 
| Isotope | Abondance (pourcentage molaire) |
| ------- | ------------------------------- |
| 78Kr    | 0,355 (3) %                     |
| 80Kr    | 2,286 (10) %                    |
| 82Kr    | 11,593 (31) %                   |
| 83Kr    | 11,500 (19) %                   |
| 84Kr    | 56,987 (15) %                   |
| 86Kr    | 17,279 (41) %                   |

### Krypton 81
Le krypton 81 (81Kr) possède un noyau constitué de 36 protons et de 45 neutrons. C'est un isotope cosmogénique, produit par l'interaction des rayons cosmiques avec d'autres isotopes naturels du krypton. C'est un radioisotope naturel avec une demi-vie de 229 000 années. Le krypton est extrêmement volatil quand il est proche de la surface de l'eau, et 81Kr a été utilisé pour dater de l'eau souterraine vieille de 50 000 à 800 000 ans. Le krypton 81 donne par capture électronique le brome 81, stable.

### Krypton 85
Le krypton 85 (85Kr) possède un noyau constitué de 36 protons et de 49 neutrons. C'est un gaz noble inerte, radioactif avec une demi-vie de 10,76 années. Il est produit par la fission de l'uranium et du plutonium dans les essais nucléaires et les réacteurs nucléaires. Il est notamment libéré lors du retraitement de barres de combustible des réacteurs nucléaires. Les concentrations au pôle Nord sont 30 % plus élevées qu'au pôle Sud, la plupart des réacteurs nucléaires étant dans l'hémisphère nord. Le krypton 85 donne par désintégration β− le rubidium 85, stable.

### Krypton 86
Le krypton 86 a été utilisé pour définir le mètre de 1960 à 1983, quand la définition du mètre était basée sur la raie spectrale de 605 nm (orange) des atomes de cet isotope.

## Table des isotopes
| Symbole de l'isotope | Z (p)                | N (n)                | masse isotopique     | Demi-vie                  | Mode(s) de désintégration, | Isotope(s) fils | Spin nucléaire |
| Symbole de l'isotope | Énergie d'excitation | Énergie d'excitation | Énergie d'excitation | Demi-vie                  | Mode(s) de désintégration, | Isotope(s) fils | Spin nucléaire |
| -------------------- | -------------------- | -------------------- | -------------------- | ------------------------- | -------------------------- | --------------- | -------------- |
| 69Kr                 | 36                   | 33                   | 68,96518(43)#        | 32(10) ms                 | β+                         | 69Br            | 5/2-#          |
| 70Kr                 | 36                   | 34                   | 69,95526(41)#        | 52(17) ms                 | β+                         | 70Br            | 0+             |
| 71Kr                 | 36                   | 35                   | 70,94963(70)         | 100(3) ms                 | β+ (94,8 %)                | 71Br            | (5/2)-         |
| 71Kr                 | 36                   | 35                   | 70,94963(70)         | 100(3) ms                 | β+, p (5,2 %)              | 70Se            | (5/2)-         |
| 72Kr                 | 36                   | 36                   | 71,942092(9)         | 17,16(18) s               | β+                         | 72Br            | 0+             |
| 73Kr                 | 36                   | 37                   | 72,939289(7)         | 28,6(6) s                 | β+ (99,32 %)               | 73Br            | 3/2-           |
| 73Kr                 | 36                   | 37                   | 72,939289(7)         | 28,6(6) s                 | β+, p (0,68 %)             | 72Se            | 3/2-           |
| 73mKr                | 433,66(12) keV       | 433,66(12) keV       | 433,66(12) keV       | 107(10) ns                |                            |                 | (9/2+)         |
| 74Kr                 | 36                   | 38                   | 73,9330844(22)       | 11,50(11) min             | β+                         | 74Br            | 0+             |
| 75Kr                 | 36                   | 39                   | 74,930946(9)         | 4,29(17) min              | β+                         | 75Br            | 5/2+           |
| 76Kr                 | 36                   | 40                   | 75,925910(4)         | 14,8(1) h                 | β+                         | 76Br            | 0+             |
| 77Kr                 | 36                   | 41                   | 76,9246700(21)       | 74,4(6) min               | β+                         | 77Br            | 5/2+           |
| 78Kr                 | 36                   | 42                   | 77,9203648(12)       | 9,2 × 1021 a              | Double CE                  | 78Se            | 0+             |
| 79Kr                 | 36                   | 43                   | 78,920082(4)         | 35,04(10) h               | β+                         | 79Br            | 1/2-           |
| 79mKr                | 129,77(5) keV        | 129,77(5) keV        | 129,77(5) keV        | 50(3) s                   |                            |                 | 7/2+           |
| 80Kr                 | 36                   | 44                   | 79,9163790(16)       | Stable                    | Stable                     | Stable          | 0+             |
| 81Kr                 | 36                   | 45                   | 80,9165920(21)       | 2,29(11)×105 a            | CE                         | 81Br            | 7/2+           |
| 81mKr                | 190,62(4) keV        | 190,62(4) keV        | 190,62(4) keV        | 13,10(3) s                | TI (99,975 %)              | 81Kr            | 1/2-           |
| 81mKr                | 190,62(4) keV        | 190,62(4) keV        | 190,62(4) keV        | 13,10(3) s                | CE (0,025 %)               | 81Br            | 1/2-           |
| 82Kr                 | 36                   | 46                   | 81,9134836(19)       | Stable                    | Stable                     | Stable          | 0+             |
| 83Kr                 | 36                   | 47                   | 82,914136(3)         | Stable                    | Stable                     | Stable          | 9/2+           |
| 83m1Kr               | 9,4053(8) keV        | 9,4053(8) keV        | 9,4053(8) keV        | 154,4(11) ns              | 7/2+                       |                 |                |
| 83m2Kr               | 41,5569(10) keV      | 41,5569(10) keV      | 41,5569(10) keV      | 1,83(2) h                 | TI                         | 83Kr            | 1/2-           |
| 84Kr                 | 36                   | 48                   | 83,911507(3)         | Stable                    | Stable                     | Stable          | 0+             |
| 84mKr                | 3236,02(18) keV      | 3236,02(18) keV      | 3236,02(18) keV      | 1,89(4) µs                |                            |                 | 8+             |
| 85Kr                 | 36                   | 49                   | 84,9125273(21)       | 10,776(3) a               | β−                         | 85Rb            | 9/2+           |
| 85m1Kr               | 304,871(20) keV      | 304,871(20) keV      | 304,871(20) keV      | 4,480(8) h                | β− (78,6 %)                | 85Rb            | 1/2-           |
| 85m1Kr               | 304,871(20) keV      | 304,871(20) keV      | 304,871(20) keV      | 4,480(8) h                | TI (21,4 %)                | 85Kr            | 1/2-           |
| 85m2Kr               | 1991,8(13) keV       | 1991,8(13) keV       | 1991,8(13) keV       | 1,6(7) µs [1,2(+10-4) µs] |                            |                 | (17/2+)        |
| 86Kr                 | 36                   | 50                   | 85,91061073(11)      | Observé stable            | Observé stable             | Observé stable  | 0+             |
| 87Kr                 | 36                   | 51                   | 86,91335486(29)      | 76,3(5) min               | β−                         | 87Rb            | 5/2+           |
| 88Kr                 | 36                   | 52                   | 87,914447(14)        | 2,84(3) h                 | β−                         | 88Rb            | 0+             |
| 89Kr                 | 36                   | 53                   | 88,91763(6)          | 3,15(4) min               | β−                         | 89Rb            | 3/2(+#)        |
| 90Kr                 | 36                   | 54                   | 89,919517(20)        | 32,32(9) s                | β−                         | 90mRb           | 0+             |
| 91Kr                 | 36                   | 55                   | 90,92345(6)          | 8,57(4) s                 | β−                         | 91Rb            | 5/2(+)         |
| 92Kr                 | 36                   | 56                   | 91,926156(13)        | 1,840(8) s                | β− (99,96 %)               | 92Rb            | 0+             |
| 92Kr                 | 36                   | 56                   | 91,926156(13)        | 1,840(8) s                | β−, n (0,033 %)            | 91Rb            | 0+             |
| 93Kr                 | 36                   | 57                   | 92,93127(11)         | 1,286(10) s               | β− (98,05 %)               | 93Rb            | 1/2+           |
| 93Kr                 | 36                   | 57                   | 92,93127(11)         | 1,286(10) s               | β−, n (1,95 %)             | 92Rb            | 1/2+           |
| 94Kr                 | 36                   | 58                   | 93,93436(32)#        | 210(4) ms                 | β− (94,3 %)                | 94Rb            | 0+             |
| 94Kr                 | 36                   | 58                   | 93,93436(32)#        | 210(4) ms                 | β−, n (5,7 %)              | 93Rb            | 0+             |
| 95Kr                 | 36                   | 59                   | 94,93984(43)#        | 114(3) ms                 | β−                         | 95Rb            | 1/2(+)         |
| 96Kr                 | 36                   | 60                   | 95,94307(54)#        | 80(7) ms                  | β−                         | 96Rb            | 0+             |
| 97Kr                 | 36                   | 61                   | 96,94856(54)#        | 63(4) ms                  | β−                         | 97Rb            | 3/2+#          |
| 97Kr                 | 36                   | 61                   | 96,94856(54)#        | 63(4) ms                  | β−, n                      | 96Rb            | 3/2+#          |
| 98Kr                 | 36                   | 62                   | 97,95191(64)#        | 46(8) ms                  |                            |                 | 0+             |
| 99Kr                 | 36                   | 63                   | 98,95760(64)#        | 40(11) ms                 |                            |                 | (3/2+)#        |
| 100Kr                | 36                   | 64                   | 99,96114(54)#        | 10# ms [>300 ns]          |                            |                 | 0+             |
| 101Kr                | 36                   | 65                   | inconnue             | >635 ns                   | β− 2n                      | 99Rb            |                |
| 101Kr                | 36                   | 65                   | inconnue             | >635 ns                   | β− n,                      | 101Rb           |                |
| 101Kr                | 36                   | 65                   | inconnue             | >635 ns                   | β−                         | 100Rb           |                |

1. ↑  Abréviations :
CE : capture électronique ;
TI : transition isomérique.
2. ↑  Isotopes stables en gras.
3. ↑  Utilisé pour dater l'eau souterraine.
4. 1 2 3 4  Produit de fission.
5. ↑  Soupçonné de se désintégrer par désintégration β−β− en 86Sr.

### Remarques
- La composition isotopique est celle de l'air.
- Il existe des échantillons géologiques exceptionnels  dont la composition isotopique est en dehors de l'échelle donnée. L'incertitude sur la masse atomique de tels spécimens peut excéder les valeurs données.
- Les valeurs marquées # ne sont pas purement dérivées des données expérimentales, mais aussi au moins en partie à partir des tendances systématiques. Les spins avec des arguments d'affectation faibles sont entre parenthèses.
- Les incertitudes sont données de façon concise entre parenthèses après la décimale correspondante. Les valeurs d'incertitude dénotent un écart-type, à l'exception de la composition isotopique et de la masse atomique standard de l'IUPAC qui utilisent des incertitudes élargies.